# Tractatus Logico-Philosophicus
De Tractatus Logico-Philosophicus (Traktaat over de logische filosofie), vaak afgekort tot Tractatus, is het eerste hoofdwerk van de Oostenrijks-Engelse filosoof Ludwig Wittgenstein. Het boek werd tijdens de Eerste Wereldoorlog geschreven en is het enige werk van Wittgenstein dat tijdens zijn leven gepubliceerd werd. De Tractatus werd in 1922 in het Duits en Engels gepubliceerd als Logisch-philosophische Abhandlung (Logisch-filosofische verhandeling). In 1921 was al een versie door Bertrand Russell in Ostwalds Annalen der Naturphilosophie gepubliceerd, die Wittgenstein niet had kunnen nazien.
In dit werk onderzoekt Wittgenstein de verhouding tussen taal en wereld. Hij verdedigt een substantiële definitie van waarheid, concreter gaat het om een correspondentietheorie van de waarheid. Ook tracht hij dieper in te gaan op de aard van de filosofie en beperkingen van de wetenschap. Wittgenstein zelf stelde tegenover Ludwig von Ficker dat de Tractatus hoofdzakelijk ethisch van aard was.

## Voorwoord
In het voorwoord stelt Wittgenstein dat de Tractatus hoofdzakelijk bedoeld is voor mensen die al soortgelijke gedachten als hij hebben gehad. Hij wil laten zien dat filosofische problemen slechts misverstanden over de logica van de taal zijn, door duidelijk de lijn te trekken tussen datgene waarover gesproken kan worden en datgene waarover niet gesproken kan worden. Hij legt bewust de grens bij de taal en niet bij het denken, omdat we, om een grens te trekken, beide kanten van deze grens moeten ervaren. Wittgenstein vat dit samen in zijn bekende uitspraak: "Wat gezegd kan worden, kan duidelijk worden gezegd; en van dat waarover niet kan worden gesproken, moet men zwijgen." Wittgenstein weigert bronnen te noemen, omdat wat hij stelt (volgens hem) onomstotelijk waar is, en de afkomst van die waarheid niet van belang is. Hij noemt nog wel expliciet Frege en Russell als belangrijke invloeden.

## Stellingen
Het boek is opgebouwd uit een reeks aforistische, genummerde en mathematisch aandoende stellingen. De nummering is hierarchisch: stelling 1.1 is een commentaar op stelling 1, 2.042 is een commentaar op stelling 2.04, enzovoort.

### Basisstellingen
De zeven basisstellingen zijn:
1. De wereld is alles, wat het geval is.
2. Wat het geval is, het feit, is het bestaan van connecties.
3. Het logische beeld van de feiten is de gedachte.
4. De gedachte is de zinvolle volzin.
5. De volzin is een waarheidsfunctie van elementaire volzinnen.(De elementaire volzin is een waarheidsfunctie van zichzelf.)
6. De algemene vorm van de waarheidsfunctie is: {\displaystyle [{\bar {p}},{\bar {\xi }},N({\bar {\xi }})]}. Dit is de algemene vorm van de volzin.
7. Van dat, waarover niet kan worden gesproken, moet men zwijgen.

De stellingen van het boek vormen geen deductief systeem en ze hoeven niet in een bepaalde volgorde te worden gelezen.

### Stelling 1
De eerste basisstelling bespreekt de directe aard van de wereld. Het commentaar op stelling 1 beslaat slechts 6 verdere stellingen.
1.    De wereld is alles, wat het geval is.

1.1.  De wereld is de totaliteit van de feiten, niet van de dingen.

1.11. De wereld wordt door de feiten gedefinieerd en daardoor dat hij alle feiten is.

1.12. Immers het geheel van de feiten bepaalt wat het geval is en ook wat er allemaal niet het geval is. 

1.13. De feiten in de logische ruimte zijn de wereld.

1.2.  De wereld valt in feiten uiteen.

1.21. Iets kan het geval zijn of niet het geval zijn en de rest kan hetzelfde blijven.
Deze stellingen kunnen, samen met een deel van het commentaar op stelling 2, geïnterpreteerd worden als Wittgensteins metafysische fundering voor zijn afbeeldingstheorie van taal.

### Stelling 2 en 3
Primair maakt Wittgenstein in stelling 2 en 3 duidelijk hoe er in zijn notie van hoe we de wereld ervaren er niet moet worden gedacht over substanties, maar over feiten.
In stelling 2 bestudeert Wittgenstein deze feiten; hij stelt dat de metafysische substantie van zijn wereld te begrijpen is als bestaande uit objecten en entiteiten. Hij maakt vervolgens duidelijk wat deze objecten behelzen en hoe ze aan elkaar gerelateerd zijn. Hierbij zijn hoofdzakelijk deze relaties, en de composieten die gevormd worden erg belangrijk, zoals te zien is in 2.04 en 2.06.
2.04. De totaliteit van de bestaande connecties is de wereld. 

2.06. Het bestaan en niet bestaan van connecties is de werkelijkheid. (het bestaan van connecties noemen we ook een positief feit, het niet bestaan een negatief feit.)
In het commentaar op stelling 2 introduceert Wittgenstein tevens zijn afbeeldingstheorie.
2.1. Wij maken ons beelden van de feiten.
Deze afbeeldingen hebben als eis dat ze de logische structuur van de werkelijkheid moeten delen (Wittgenstein stelt ook wel dat ze een logisch beeld moet zijn.) Deze beelden delen deze logische structuur met de dingen die ze afbeelden en kunnen dit op een juiste (ware) of onjuiste (onware) wijze doen.
In stelling 3 gaat Wittgenstein hierbij verder op het belang van de logica in de verhouding tussen zijn voorgestelde wereld en onze geest (ook wel aangeduid met de 'gedachte'). Hij maakt hier hoofdzakelijk een linguïstische stap: hij zet de voor ons betekenisvolle feiten om in volzinnen. De zin van deze volzinnen is dat wat ze afbeelden. Wij kunnen niet buiten dit proces begrijpen, dus ze kunnen hun logische vorm niet rechtstreeks weergeven; ze kunnen deze alleen tonen.

### Stelling 4 en 5
In stelling 4 presenteert Wittgenstein zijn ideeën over de aard en de plaats van de filosofie en dan hoofdzakelijk over het verschil tussen wat gezegd en wat getoond kan worden. Hij tracht hier ook duidelijkheid te scheppen over het verschil tussen onbegrijpelijke en simpelweg onware proposities.
4.003. De meeste uitspraken en vragen die over filosofische zaken zijn opgeschreven, zijn niet fout maar onzinnig. We kunnen vragen van deze soort derhalve helemaal niet beantwoorden, maar alleen hun onzinnigheid constateren. De meeste vragen en uitspraken van de filosofen berusten hierop, dat we onze taallogica niet begrijpen. (Ze zijn van dezelfde soort als de vraag of het goede meer of minder identiek is dan het schone.) En het is niet verwonderlijk dat de diepste problemen eigenlijk geen problemen zijn.
Wittgenstein stelt dat de filosofie zich tracht te gedragen als natuurwetenschappen in de zin dat zij ware theorieën probeert op te stellen. Hij stelt echter dat dit puur vanuit de filosofie niet mogelijk is, omdat deze dan iets probeert te zeggen over datgene waar niets over gezegd (maar alleen getoond) kan worden. Aan Wittgenstein wordt ook de uitvinding, of in ieder geval de popularisatie, van waarheidstabellen en waarheidscondities toegeschreven. Dit had tevens als doel om de verwarring, die erin bestond dat afleidingen geldig zijn doordat ze regels volgen, teniet te doen, ten faveure van een notie waarbij de uitkomst kan worden aangetoond.

### Stelling 6
In stelling 6 definieert Wittgenstein de waarheidsfunctie, en tevens elke volzin, met de volgende formule: {\displaystyle [{\bar {p}},{\bar {\xi }},N({\bar {\xi }})]} is. Deze formule is te begrijpen op de volgende wijze: 
- {\displaystyle {\bar {p}}} staat voor alle elementaire volzinnen.
- {\displaystyle {\bar {\xi }}} staat voor een deelverzameling van volzinnen.
- {\displaystyle N({\bar {\xi }})} staat voor de negatie van alle proposities in {\displaystyle {\bar {\xi }}}.

Wat Wittgenstein in stelling 6 primair stelt, is het bekende feit dat alle logische operatoren afgeleid kunnen worden van de Sheffer-streep. Wittgenstein maakt een analoge operatie die toegepast op een verzameling van proposities de negatie van alle proposities in deze verzameling geeft. Wittgenstein gaat in deze stelling dieper in op de aard van de logica en stelt dat de structuur van de logica in het rijk van het transcendentale ligt; we kunnen er niets zinnigs over zeggen, want dat zou impliceren dat we ook buiten de voorwaarden van ons denken zouden moeten treden.

### Stelling 7
Stelling 7 is slechts één stelling zonder verdere uitleg. In lijn met de vorige stellingen lijkt deze zowel te slaan op de noodzakelijke vernauwing van de filosofie als op het belang van het tonen tegenover het spreken zelf. Ons denken is onderhevig aan beperkingen en wij kunnen niet proberen te doen alsof deze niet bestaan.

## Relatie taal en werkelijkheid
Volgens Wittgenstein kan over ethiek en waarden logischerwijze helemaal niets gezegd worden (stelling 7). De reden hiervoor is, volgens Wittgenstein, dat men in de taal niets kan uitdrukken dat niet 'in de wereld' is. Ethiek is transcendentaal en laat zich dus niet 'uitspreken' (Zie stelling 6.4 en verder). Wittgenstein wordt vaak verkeerd begrepen, alsof hij ethiek niet belangrijk zou vinden. Het tegendeel is echter waar.

## Negatieve conclusie
De bijzonder compacte stijl van de Tractatus maakt het werk moeilijk leesbaar. Wittgenstein zelf placht te zeggen dat 'wie de Tractatus had gelezen en het ook begrepen had, eigenlijk ook meteen verklaarde dat de proposities erin overbodig en zinloos waren geworden'. Hij vergeleek het lezen van de Tractatus met het weggooien van een ladder na hem beklommen te hebben. Voor Wittgenstein was het belangrijkste deel van het boek de negatieve conclusie over filosofie zelf: alle beweringen over ethiek, de zin van het leven, alle proposities van de logica, en eigenlijk alle proposities van de Tractatus zelf waren strikt genomen zinloos. De enige betekenisvolle proposities waren die van de natuurwetenschappen, maar die vertelden dan weer weinig over wat werkelijk belangrijk was in een mensenleven, het 'mystieke'. De invloed van Schopenhauer schijnt hier duidelijk door.

## In Nederlandse vertaling
- Tractatus logico-philosophicus, vertaling W.F. Hermans, 1975. ISBN 9789025315344
- Tractatus. Logisch-filosofische verhandeling, vertaling Victor Gijsbers, 2022. ISBN 9789024439553 (tweetalige editie Duits-Nederlands)
- Tractatus logico-philosophicus, vertaling Peter Huijzer en Jan Sietsma, met inleiding van Martin Stokhof, 2022. ISBN 9789490334321 (tweetalige editie Duits-Nederlands)